# 大地测量学
大地测量学是在一定的时间与空间参考系中，测量和描绘地球形状及其重力场并监测其变化，为人类活动提供地球空间信息的一门学科，属于地球科学的一个分支，也是一切测绘科学技术的基础。:1传统的大地测量学又称为经典大地测量学，德国大地测量学家赫尔默特将其表述为对地球表面进行测量和描绘的学科。现代大地测量学则以空间测绘技术为主要特征，研究空间精密定位的理论、技术与方法，扩展了经典大地测量学的研究范围，并在空间与时间尺度、实时性、精度和学科融合等各个方面取得了突破。

## 历史
大地测量学起源於土地的划分與地产的界定，其历史可以追溯到古埃及时代。
公元前240年，亚历山大学者埃拉托斯特尼进行了亚历山大城和赛尼城（Syene，今阿斯旺）间的大地测量工作。当日光直射赛尼城井底时，在亚历山大城日光南偏7度12分，若假设日光彼此平行，则可估计地球周长为252.000古埃及尺。11世纪阿拉伯帝国和纽伦堡的测量仪器的发展对大地测量学的发展具有十分重要的意义，同样重要的还有角度函数的发现及荷兰科学家威理博·斯涅尔首创的三角测量法。
从10年开始，通过精确的计算方法人们提高了地图的精度。在1740年，由法国科学家进行通过对北欧城市拉普兰和科鲁的大地测量，确定了地球椭球的半径，由此开始了大范围的大地测量。为了使不同的投影与大地测量的结果能够更好的结合，高斯发展了平差计算方法。它同样能够使局部地球参考系和全球参考系很好的统一。
大地测量学在19和20世纪的发展：
- 米制单位和格林威治起始子午圈的导入，由石英表和无线电技术发展而来的全球时间系统。

- 大地水准面测量，重力测量与物理大地测量学的横向联结。

- 角度测量，距离测量等仪器精度百倍的提高。

- 由1960年开始的、使全天候不间断测量成为可能的卫星大地测量：全球定位系统等。

- 甚长基线干涉测量（VLBI）在大地动态测量及大地曲率中的应用。

## 範圍
- 确定地球形状及其外部重力场及其随时间的变化，建立统一的大地测量坐标系，研究地壳形变（包括地壳垂直升降及水平位移），测定极移以及海洋水面地形及其变化等。

- 研究月球及太阳系行星的形状及其重力场。

- 建立和维持具有高科技水平的国家和全球的天文大地水平控制网和精密水准网以及海洋大地控制网，以满足国民经济和国防建设的需要。

- 研究为获得高精度测量成果的仪器和方法等。

- 研究地球表面向椭球面或平面的投影数学变换及有关的大地测量计算。

- 研究大规模、高精度和多类别的地面网、空间网及其联合网的数学处理的理论和方法，测量数据库建立及应用等。

- 大地测量学的一个特殊领域是海洋测量和河流的水文断面的研究。

## 学科内分支
- 几何大地测量学（天文大地测量学）：它的基本任务是确定地球的形状和大小及确定地面点的几何位置。

- 椭球面大地测量学（数学大地测量学，椭球几何学）：主要研究椭球上曲线的分析与计算，椭球曲面投影变换的数学理论。

- 物理大地测量学（理论大地测量学）：它的基本任务是用物理方法（重力测量）确定地球形状及其外部重力场。

- 空间大地测量学：主要研究人造地球卫星及其他空间探测器为代表的空间大地测量的理论，技术与方法。

- 工程测量学：工程建设和资源开发的勘测设计、施工、竣工、变形观测和运营管理各阶段中进行的各种测量工作的总称。